# You're the One That I Want
You're the One That I Want is een nummer dat door John Farrar gecomponeerd werd voor de film Grease uit 1978.

## Geschiedenis
Het werd in de film gezongen door John Travolta en Olivia Newton-John. De single was in 1978 een wereldwijde hit, dat in een flink aantal landen de nummer 1 positie van de hitparade haalde.
In Nederland werd de plaat in de zomer van 1978 veel gedraaid op Hilversum 3 en werd een gigantische hit in de destijds drie landelijke hitlijsten op de nationale publieke popzender. De plaat  stond acht weken op nummer 1 in de Nationale Hitparade,  negen weken op 1 in de Nederlandse Top 40 en vijf weken op 1 in de op 1 juni 1978 gestarte TROS Top 50, waarin de plaat in totaal zesentwintig weken in de lijst (een record) stond genoteerd. In de Europese hitlijst op Hilversum 3, de TROS Europarade, wrrd eveneens de nummer 1 positie behaald.
In België bereikte de plaat de nummer 1 positie in zowel de voorloper van de Vlaamse Ultratop 50 als de Vlaamse Radio 2 Top 30 als de Waalse hitlijst.
De plaat was de op twee na best verkochte single van Nederland in 1978. In de  Verenigde Staten stond de plaat één week op de nummer 1 positie van de Billboard Hot 100. In het Verenigd Koninkrijk stond de plaat negen weken op die positie in de UK Singles Chart en een heruitgave in 1998 bereikte de 4e positie.
De plaat is met in totaal 2 miljoen verkochte exemplaren de op vier na meest verkochte single aller tijden. Ook wereldwijd is het een van de meest verkochte platen ooit.

## Hitnoteringen 1978

### Nederlandse Top 40
| Hitnotering: 03-06-1978 t/m 28-10-1978 | Hitnotering: 03-06-1978 t/m 28-10-1978 | Hitnotering: 03-06-1978 t/m 28-10-1978 | Hitnotering: 03-06-1978 t/m 28-10-1978 | Hitnotering: 03-06-1978 t/m 28-10-1978 | Hitnotering: 03-06-1978 t/m 28-10-1978 | Hitnotering: 03-06-1978 t/m 28-10-1978 | Hitnotering: 03-06-1978 t/m 28-10-1978 | Hitnotering: 03-06-1978 t/m 28-10-1978 | Hitnotering: 03-06-1978 t/m 28-10-1978 | Hitnotering: 03-06-1978 t/m 28-10-1978 | Hitnotering: 03-06-1978 t/m 28-10-1978 | Hitnotering: 03-06-1978 t/m 28-10-1978 | Hitnotering: 03-06-1978 t/m 28-10-1978 | Hitnotering: 03-06-1978 t/m 28-10-1978 | Hitnotering: 03-06-1978 t/m 28-10-1978 | Hitnotering: 03-06-1978 t/m 28-10-1978 | Hitnotering: 03-06-1978 t/m 28-10-1978 | Hitnotering: 03-06-1978 t/m 28-10-1978 | Hitnotering: 03-06-1978 t/m 28-10-1978 | Hitnotering: 03-06-1978 t/m 28-10-1978 | Hitnotering: 03-06-1978 t/m 28-10-1978 | Hitnotering: 03-06-1978 t/m 28-10-1978 | Hitnotering: 03-06-1978 t/m 28-10-1978 |
| Week:                                  | 1                                      | 2                                      | 3                                      | 4                                      | 5                                      | 6                                      | 7                                      | 8                                      | 9                                      | 10                                     | 11                                     | 12                                     | 13                                     | 14                                     | 15                                     | 16                                     | 17                                     | 18                                     | 19                                     | 20                                     | 21                                     | 22                                     |                                        |
| -------------------------------------- | -------------------------------------- | -------------------------------------- | -------------------------------------- | -------------------------------------- | -------------------------------------- | -------------------------------------- | -------------------------------------- | -------------------------------------- | -------------------------------------- | -------------------------------------- | -------------------------------------- | -------------------------------------- | -------------------------------------- | -------------------------------------- | -------------------------------------- | -------------------------------------- | -------------------------------------- | -------------------------------------- | -------------------------------------- | -------------------------------------- | -------------------------------------- | -------------------------------------- | -------------------------------------- |
| Positie:                               | 15                                     | 11                                     | 3                                      | 2                                      | 1                                      | 1                                      | 1                                      | 1                                      | 1                                      | 1                                      | 1                                      | 1                                      | 1                                      | 2                                      | 2                                      | 3                                      | 5                                      | 11                                     | 12                                     | 24                                     | 30                                     | 39                                     | uit                                    |

### Nationale Hitparade
| Hitnotering: 10-06-1978 t/m 18-11-1978 | Hitnotering: 10-06-1978 t/m 18-11-1978 | Hitnotering: 10-06-1978 t/m 18-11-1978 | Hitnotering: 10-06-1978 t/m 18-11-1978 | Hitnotering: 10-06-1978 t/m 18-11-1978 | Hitnotering: 10-06-1978 t/m 18-11-1978 | Hitnotering: 10-06-1978 t/m 18-11-1978 | Hitnotering: 10-06-1978 t/m 18-11-1978 | Hitnotering: 10-06-1978 t/m 18-11-1978 | Hitnotering: 10-06-1978 t/m 18-11-1978 | Hitnotering: 10-06-1978 t/m 18-11-1978 | Hitnotering: 10-06-1978 t/m 18-11-1978 | Hitnotering: 10-06-1978 t/m 18-11-1978 | Hitnotering: 10-06-1978 t/m 18-11-1978 | Hitnotering: 10-06-1978 t/m 18-11-1978 | Hitnotering: 10-06-1978 t/m 18-11-1978 | Hitnotering: 10-06-1978 t/m 18-11-1978 | Hitnotering: 10-06-1978 t/m 18-11-1978 | Hitnotering: 10-06-1978 t/m 18-11-1978 | Hitnotering: 10-06-1978 t/m 18-11-1978 | Hitnotering: 10-06-1978 t/m 18-11-1978 | Hitnotering: 10-06-1978 t/m 18-11-1978 | Hitnotering: 10-06-1978 t/m 18-11-1978 | Hitnotering: 10-06-1978 t/m 18-11-1978 | Hitnotering: 10-06-1978 t/m 18-11-1978 | Hitnotering: 10-06-1978 t/m 18-11-1978 |
| Week:                                  | 1                                      | 2                                      | 3                                      | 4                                      | 5                                      | 6                                      | 7                                      | 8                                      | 9                                      | 10                                     | 11                                     | 12                                     | 13                                     | 14                                     | 15                                     | 16                                     | 17                                     | 18                                     | 19                                     | 20                                     | 21                                     | 22                                     | 23                                     | 24                                     |                                        |
| -------------------------------------- | -------------------------------------- | -------------------------------------- | -------------------------------------- | -------------------------------------- | -------------------------------------- | -------------------------------------- | -------------------------------------- | -------------------------------------- | -------------------------------------- | -------------------------------------- | -------------------------------------- | -------------------------------------- | -------------------------------------- | -------------------------------------- | -------------------------------------- | -------------------------------------- | -------------------------------------- | -------------------------------------- | -------------------------------------- | -------------------------------------- | -------------------------------------- | -------------------------------------- | -------------------------------------- | -------------------------------------- | -------------------------------------- |
| Positie:                               | 40                                     | 5                                      | 2                                      | 2                                      | 1                                      | 1                                      | 1                                      | 1                                      | 1                                      | 1                                      | 1                                      | 1                                      | 2                                      | 2                                      | 2                                      | 2                                      | 6                                      | 9                                      | 9                                      | 13                                     | 19                                     | 23                                     | 28                                     | 41                                     | uit                                    |

### TROS Top 50
Hitnotering: 01-06-1978 (eerste uitzending bij de TROS op Hilversum 3) t/m 26-10-1978. Hoogste notering: #1 (5 weken).

### TROS Europarade
Hitnotering: 17-06-1978 t/m 10-02-1979. Hoogste notering: #1 (10 weken).

### Vlaamse Radio 2 Top 30
| Hitnotering: 10-06-1978 t/m 21-10-1978 | Hitnotering: 10-06-1978 t/m 21-10-1978 | Hitnotering: 10-06-1978 t/m 21-10-1978 | Hitnotering: 10-06-1978 t/m 21-10-1978 | Hitnotering: 10-06-1978 t/m 21-10-1978 | Hitnotering: 10-06-1978 t/m 21-10-1978 | Hitnotering: 10-06-1978 t/m 21-10-1978 | Hitnotering: 10-06-1978 t/m 21-10-1978 | Hitnotering: 10-06-1978 t/m 21-10-1978 | Hitnotering: 10-06-1978 t/m 21-10-1978 | Hitnotering: 10-06-1978 t/m 21-10-1978 | Hitnotering: 10-06-1978 t/m 21-10-1978 | Hitnotering: 10-06-1978 t/m 21-10-1978 | Hitnotering: 10-06-1978 t/m 21-10-1978 | Hitnotering: 10-06-1978 t/m 21-10-1978 | Hitnotering: 10-06-1978 t/m 21-10-1978 | Hitnotering: 10-06-1978 t/m 21-10-1978 | Hitnotering: 10-06-1978 t/m 21-10-1978 | Hitnotering: 10-06-1978 t/m 21-10-1978 | Hitnotering: 10-06-1978 t/m 21-10-1978 | Hitnotering: 10-06-1978 t/m 21-10-1978 | Hitnotering: 10-06-1978 t/m 21-10-1978 |
| Week:                                  | 1                                      | 2                                      | 3                                      | 4                                      | 5                                      | 6                                      | 7                                      | 8                                      | 9                                      | 10                                     | 11                                     | 12                                     | 13                                     | 14                                     | 15                                     | 16                                     | 17                                     | 18                                     | 19                                     | 20                                     |                                        |
| -------------------------------------- | -------------------------------------- | -------------------------------------- | -------------------------------------- | -------------------------------------- | -------------------------------------- | -------------------------------------- | -------------------------------------- | -------------------------------------- | -------------------------------------- | -------------------------------------- | -------------------------------------- | -------------------------------------- | -------------------------------------- | -------------------------------------- | -------------------------------------- | -------------------------------------- | -------------------------------------- | -------------------------------------- | -------------------------------------- | -------------------------------------- | -------------------------------------- |
| Positie:                               | 14                                     | 4                                      | 7                                      | 6                                      | 1                                      | 1                                      | 1                                      | 1                                      | 1                                      | 1                                      | 1                                      | 1                                      | 2                                      | 3                                      | 7                                      | 13                                     | 13                                     | 16                                     | 19                                     | 29                                     | uit                                    |

### NPO Radio 2 Top 2000
| Nummer met noteringen in de NPO Radio 2 Top 2000 | '99 | '00 | '01 | '02 | '03  | '04  | '05  | '06  | '07  | '08  | '09  | '10  | '11 | '12  | '13-'21 | '22  |
| ------------------------------------------------ | --- | --- | --- | --- | ---- | ---- | ---- | ---- | ---- | ---- | ---- | ---- | --- | ---- | ------- | ---- |
| You're the One That I Want                       | 306 | 474 | 812 | 876 | 1293 | 1045 | 1290 | 1095 | 1866 | 1233 | 1816 | 1938 | -   | 1835 | -       | 1795 |

1. ↑  Een '-' betekent dat het nummer niet was genoteerd en een vetgedrukt getal geeft de hoogste notering aan.
2. ↑  Deze tabel is bijgewerkt tot en met de meest recente editie (2024).

## Hitnoteringen 1998 Martian Remix

### Mega Top 100
| Hitnotering: 27-06-1998 t/m 29-08-1998 | Hitnotering: 27-06-1998 t/m 29-08-1998 | Hitnotering: 27-06-1998 t/m 29-08-1998 | Hitnotering: 27-06-1998 t/m 29-08-1998 | Hitnotering: 27-06-1998 t/m 29-08-1998 | Hitnotering: 27-06-1998 t/m 29-08-1998 | Hitnotering: 27-06-1998 t/m 29-08-1998 | Hitnotering: 27-06-1998 t/m 29-08-1998 | Hitnotering: 27-06-1998 t/m 29-08-1998 | Hitnotering: 27-06-1998 t/m 29-08-1998 | Hitnotering: 27-06-1998 t/m 29-08-1998 | Hitnotering: 27-06-1998 t/m 29-08-1998 |
| Week:                                  | 1                                      | 2                                      | 3                                      | 4                                      | 5                                      | 6                                      | 7                                      | 8                                      | 9                                      | 10                                     |                                        |
| -------------------------------------- | -------------------------------------- | -------------------------------------- | -------------------------------------- | -------------------------------------- | -------------------------------------- | -------------------------------------- | -------------------------------------- | -------------------------------------- | -------------------------------------- | -------------------------------------- | -------------------------------------- |
| Positie:                               | 100                                    | 93                                     | 80                                     | 65                                     | 65                                     | 62                                     | 67                                     | 72                                     | 78                                     | 85                                     | uit                                    |

### Vlaamse Ultratop 50
| Hitnotering: 29-08-1998 t/m 26-09-1998 | Hitnotering: 29-08-1998 t/m 26-09-1998 | Hitnotering: 29-08-1998 t/m 26-09-1998 | Hitnotering: 29-08-1998 t/m 26-09-1998 | Hitnotering: 29-08-1998 t/m 26-09-1998 | Hitnotering: 29-08-1998 t/m 26-09-1998 | Hitnotering: 29-08-1998 t/m 26-09-1998 |
| Week:                                  | 1                                      | 2                                      | 3                                      | 4                                      | 5                                      |                                        |
| -------------------------------------- | -------------------------------------- | -------------------------------------- | -------------------------------------- | -------------------------------------- | -------------------------------------- | -------------------------------------- |
| Positie:                               | 42                                     | 33                                     | 42                                     | 43                                     | 46                                     | uit                                    |

## Coverversies
Er zijn verschillende coverversies van het nummer gemaakt. Zo namen in Engeland de bejaarde komieken Arthur Millard en Hylda Baker een rammelende versie op, die de 22ste plaats in de Britse hitlijst haalde. Het tweetal zong het lied ook 'live' op de televisie, in Top of the Pops en zong het toen vals. In hetzelfde jaar kwamen de Duitse komieken Dieter Hallervorden en Helga Feddersen met een parodie, "Du, die Wanna ist Voll" ("Jij, de badkuip is vol"), en bereikten daarmee de vierde plek in Duitsland. In 1982 coverden Alvin and the Chipmunks en Charlene the Chipette het nummer voor hun album The Chipmunks Go Hollywood. In 1993 bracht Epic Records de original London Cast Recording uit, gezongen door Craig McLachlan en Debbie Gibson: dit nummer bereikte in het Verenigd Koninkrijk als hoogste notering de dertiende plek. Ook Glee heeft het nummer gezongen, onder meer in de aflevering 'Glease' (vierde seizoen). In Nederland was er een cover door Vader Abraham en de Ruimtesmurfen met : Daar trappen we niet in.